# Улрих II (Тек)
Улрих II фон Тек (на немски: Ulrich II von Teck; на латински: Ulricus dux Teccenses; † 7 август 1432) от страничната линия Тек на рода на Церингите, е херцог на Тек (1391 – 1432).

## Биография
Той е вторият син на херог Фридрих III фон Тек († 28 септември 1390) и съпругата му Анна фон Хелфенщайн (* ок. 1360; † 18 ноември 1392), наследничка на Фалкенщайн. По-големите му братя са херцог Конрад V († 1386) и Фридрих IV († 1411), херцог на Тек (1391). Брат му Лудвиг VI († 1439, от чума в Базел) е херцог на Тек (1401 – 1411), патриарх на Аквилея (1412 – 1420, изгонен).
Улрих II фон Тек е кралски главен хауптман в Италия за германския крал. Подарява църквата „Св. Стефан“ в Минделхайм (1409).
Умира на 7 август 1432 г. и е погребан в църквата „Св. Стефан“, Минделхайм. Фамилията изчезва (ultimus familiae), херцогската титла попада през 1495 г. на Дом Вюртемберг.

## Фамилия
Улрих II се жени три пъти и няма деца.
Първи брак: пр. 16 септември 1394 г. с принцеса Анна Полска (* 1366; † 9 юни 1422, погребана в църквата „Св. Стефан“, Минделхайм), вдовица на граф Вилхелм фон Цили (* 1361/62; † 19 септември 1392), дъщеря на крал Кажимеж III Велики от Полша и Хедвиг от Силезия-Глогау.
Втори брак: пр. 16 април 1426 г. с маркграфиня Урсула фон Баден (* 24 октомври 1409, † 24 март 1429, погребана в църквата „Св. Стефан“, Минделхайм), вдовица на граф Готфрид IX фон Цигенхайн († 1425), дъщеря на маркграф Бернхард I фон Баден и Анна фон Йотинген.
Трети брак: на 20 март 1430 г. с Агнес фон Тирщайн († 1470), дъщеря на Йохан II фон Тирщайн и Гертруд фон Винек. Тя се омъжва втори път пр. 30 март 1433 г. за Хуго фон Рехберг († 1468).